# Maurício Picarelli
Maurício Picarelli (Bauru, 24 de abril de 1947) é um jornalista, radialista, pastor evangélico e político brasileiro.
Entre 1987 e 2019 foi deputado estadual por Mato Grosso do Sul. Picarelli é o campeão de Leis propostas e aprovadas no Mato Grosso do Sul.

## Televisão e rádio
Fazia 28 dias que eu estava em Campo Grande e o Antônio João Hugo Rodrigues [do grupo Correio do Estado] me contratou para fazer programa na Rádio Cultura [inicialmente]. (...) eu fiz 60 comícios para a campanha do Juvêncio [ex-prefeito de Campo Grande]. Dali dois anos o Antônio João Hugo Rodrigues fez o convite para eu ser deputado. Não era a minha intenção. Não tinha pensado nisso. Ele falou que queria que eu fosse deputado para ser o representante do grupo, da Rede. Eu falei que iria conversar com a Magali. E ele disse que se eu não fosse, ele teria que arranjar outra pessoa. “Você tem o perfil que eu quero”. (Depoimento Maurício Picarelli).

## Produção Legislativa
Picarelli é o campeão de Leis propostas e aprovadas no Mato Grosso do Sul.